# 小林幹
小林 幹（こばやし かん、1969年12月12日 - ）は、日本の俳優。東京都調布市出身。
桐朋高等学校卒業、日本体育大学社会体育学科卒業。

## 出演

### 映画
- ブレイブX 極道十勇士（2017年） - 竹村　役
- melancholio （2018年） - ヤクザ工作員 役
- 夜明けまで離さない（2018年） - 北龍会若頭補佐　小林　役
- 貴族降臨（2019年） - 全日土木作業員 役
- 無頼 (映画)（2020年）

### テレビ
- 海月姫（2018年） - エキストラ
- テレビ東京TVチャンピオン極 〜KIWAMI〜（2019年） - デブ飯料理人選手権　優勝
- 貴族誕生 -PRINCE OF LEGEND-（2019年） - 全日土木作業員 役
- 列島制覇（2021年） - 組員 役
- TOKYO VICE 第4話（2022年、HBO Max・WOWOW）- ヤクザ 役

### 舞台
- 東日本大震災5周年特別舞台公演『RADIO311』（2016年 東京芸術劇場シアターイースト） -  Kamakaji Lab
- 『帰ってきた先輩かっけ〜っす!』（2016年 新宿SAMURAI） -  劇団コラソン
- 『ブタの穴』（2016年 新宿SAMURAI） -  劇団コラソン
- 『アイバノ☆シナリオ』（2017年 中野ザ・ポケット） -   BuzzFestTheater
- 『浪漫飛行』（2017年 目黒PAMPA） -  劇団コラソン
- 『母の桜が散った夜』（2018年 シアターグリーン） -  STRAYDOG
- 朗読劇　『浴衣の女」』（2020年 新宿スターフィールド）
- 都市伝説康芳夫〜モハメド・アリに魅せられた国際暗黒プロデューサー（2022年11月、シアターブラッツ）- 神彰 役[1]
- 『後鳥羽伝説殺人事件』（2024年、渋谷区文化総合センター大和田 伝承ホール） - 木藤孝一 役[2][3]

### CM
- 日清カップヌードル High&LOW編（2019年) - 幹部 役
- 花王 ハミング 涼感テクノロジー 宣言篇（2020〜2021年) - 親方 役

### ミュージックDVD
- BUSHIDO(武士道)（2018年） - やくざ親分 役 (ドイツのNO1ギャングラッパー)

## 資格
- 衛生管理者
- 防犯管理者
- St FlairDNA栄養学ジュニア アドバイザー
- 全日本スキー連盟(SAJ)1級
- ダイビングNAUI（アドバンス・レスキュー・ライフセーバー）